# Riconquista del Fezzan

## Situazione della Libia
L'occupazione italiana della Libia nell'autunno 1911 (prime operazioni belliche il 29 settembre, sbarchi a Tobruch il 4 ottobre e a Tripoli, il 5 ottobre) fu preceduta da una grande preparazione diplomatica, accompagnata da una grande mobilitazione dell'opinione pubblica italiana.. Mancava però una preparazione politico-militare specifica, era convinzione diffusa che fosse necessario fronteggiare poche migliaia di soldati turchi, non la popolazione libica, la cui dura resistenza (esplosa il 23 ottobre nei combattimenti di Sciara Sciat, un quartiere di Tripoli) fu accolta con sorpresa. La speranza del governo italiano, quando iniziò la guerra, era infatti quella di risolvere tutto in pochi mesi, tanto che già il 5 novembre 1911 (quindi in una situazione militare tutt'altro che chiara) emanava il decreto di annessione della Tripolitania e della Cirenaica. Il corpo di spedizione italiano fu portato rapidamente a 100 000 uomini, quasi la metà della forza di pace dell'esercito; ma si trattava di truppe di leva inadatte a muovere nel territorio desertico. L'occupazione italiana fu quindi limitata alla zona costiera.
Il trattato di Ouchy (12 ottobre 1912), con cui la Turchia rinunciava alla sovranità sulle regioni libiche, non comportò la fine della resistenza, pur indebolita dall'interruzione dei pochi rifornimenti dall'estero e dal progressivo ritiro degli ufficiali turchi. Tuttavia la stanchezza delle tribù seminomadi dell'interno permise un miglioramento della situazione; nel 1913-1914 l'occupazione italiana fu estesa alla Tripolitania settentrionale e il colonnello Miani con una colonna di ascari eritrei si spinse fino al lontano Fezzan.

Le truppe di Miani occuparono l'importante piazza di Brak il 15 dicembre del 1913, durante le campagne militari condotte nel Fezzan successivamente alla guerra italo-turca, per sedare la ribellione delle popolazioni indigene aiutate e supportate da guarnigioni turche guidate dal comandante Enver Bey che erano restate in Libia anche dopo la firma del trattato di pace.
Allo scoppio della prima guerra mondiale, l'Italia si trovò in difficoltà nel mantenere il controllo sui suoi presidi nel Fezzan, dove peraltro l'attività dei ribelli Senussi era sempre viva e alimentata dalla Turchia, alleata degli imperi centrali. Nel dicembre del 1914 pertanto tutti i presidi militari italiani furono abbandonati, compreso quello di Brak ove erano state concentrate le forze prima del ripiegamento.
Fino al 1921 il dominio italiano rimase precario, e limitato ad una esigua fascia costiera.

Negli anni seguenti il dominio italiano fu esteso gradualmente. Nel 1923-1925 fu raggiunto il controllo della Tripolitania settentrionale, poi quello delle regioni semidesertiche centrali. Durante il 1928 le truppe del generale Rodolfo Graziani si prepararono all'occupazione delle regioni meridionali.

## Badoglio governatore della Libia
Nominato, nel gennaio 1929, Ministro delle colonie il generale Emilio De Bono, le due Colonie libiche vennero riunite sotto unico governo, e a questo fu destinato il Maresciallo d'Italia Pietro Badoglio.
Egli iniziò la sua azione di governo lanciando alle popolazioni un proclama che invitava tutti coloro che ancora militavano tra le file ribelli a scegliere fra la sottomissione con la clemenza del Governo, e lo sterminio.
Contemporaneamente, egli informò la sua azione al principio che «per pacificare le colonie è indispensabile innanzi tutto occupare l'intero paese».
Avvennero scontri a Umm Melah, nell'estremo nord del Fezzan, dove una grossa mehalla nemica venne distrutta e, poco più tardi, nel maggio, verso Bir Sciueref, dove un altro grosso gruppo di ribelli subì la stessa sorte.
Alla fine del maggio 1929, la situazione complessiva della Tripolitania consentiva ormai al Governatore di prepararsi ad operare nel Fezzan.

## L'inizio delle operazioni
Dopo le operazioni della primavera 1929 nella Ghibla, molti gruppi ribelli si erano rifugiati nel Fezzan, facendo capo nella parte occidentale a Salem en Nebi e a Mohammed ben Hassel e in quella orientale ai fratelli Seif en Nasser.

Il piano del Maresciallo Badoglio era di avanzare nel Fezzan col seguente concetto:
La preparazione logistica fu basata sul presupposto della integrale occupazione del Fezzan: la base principale posta all'ingresso del Fezzan, a Hon (nell'attuale distretto di Wadi al-Shatii), le tre basi sussidiarie erano a Gheriat, Bir esc-Sciueref (entrambi i villaggi sono nella Tripolitania meridionale, nell'attuale distretto di al-Jabal al-Gharbi) e Derg (nell'attuale distretto di al-Jabal al-Gharbi, Tripolitania meridionale). Tali basi dovevano alimentare i reparti durante il loro concentramento e fornire loro, all'atto della partenza, i mezzi necessari per l'autonomia di un mese.
Furono migliorate le comunicazioni stradali fino alle basi, così da renderle idonee al transito degli automezzi.

La radunata nello Sciueref avvenne segretamente nel novembre. Il 25 novembre il generale Graziani assunse il comando delle truppe che risultavano così formate:
- Colonna dello Sciueref - comandante S. A. R. il Duca delle Puglie - costituita da:
  - 1º raggruppamento sahariano (due gruppi sahariani e una sezione artiglieria sahariana), agli ordini del ten. col. Ferrari Orsi;
  - 2º raggruppamento sahariano (formazione come la precedente), agli ordini del ten. col. Amato.

La colonna doveva essere seguita da una carovana di 700 cammelli, con aliquote dei vari servizi, due mesi di viveri e 17 giornate di acqua per i 260 chilometri di deserto da superare.
- Colonna orientale - comandante colonnello Cubeddu - costituita da un battaglione eritreo autoportato, una squadriglia autoblindo mitragliatrici e un autogruppo di manovra (286 autocarri) per costituire la futura base di Brak.
- Colonna di Derg - comandante tenente colonnello Moramarco - costituita da un gruppo sahariano, un nucleo meharisti, una sezione artiglieria sahariana e adeguati elementi logistici. Sullo stendardo del comando era il motto: «Usque ad finem».

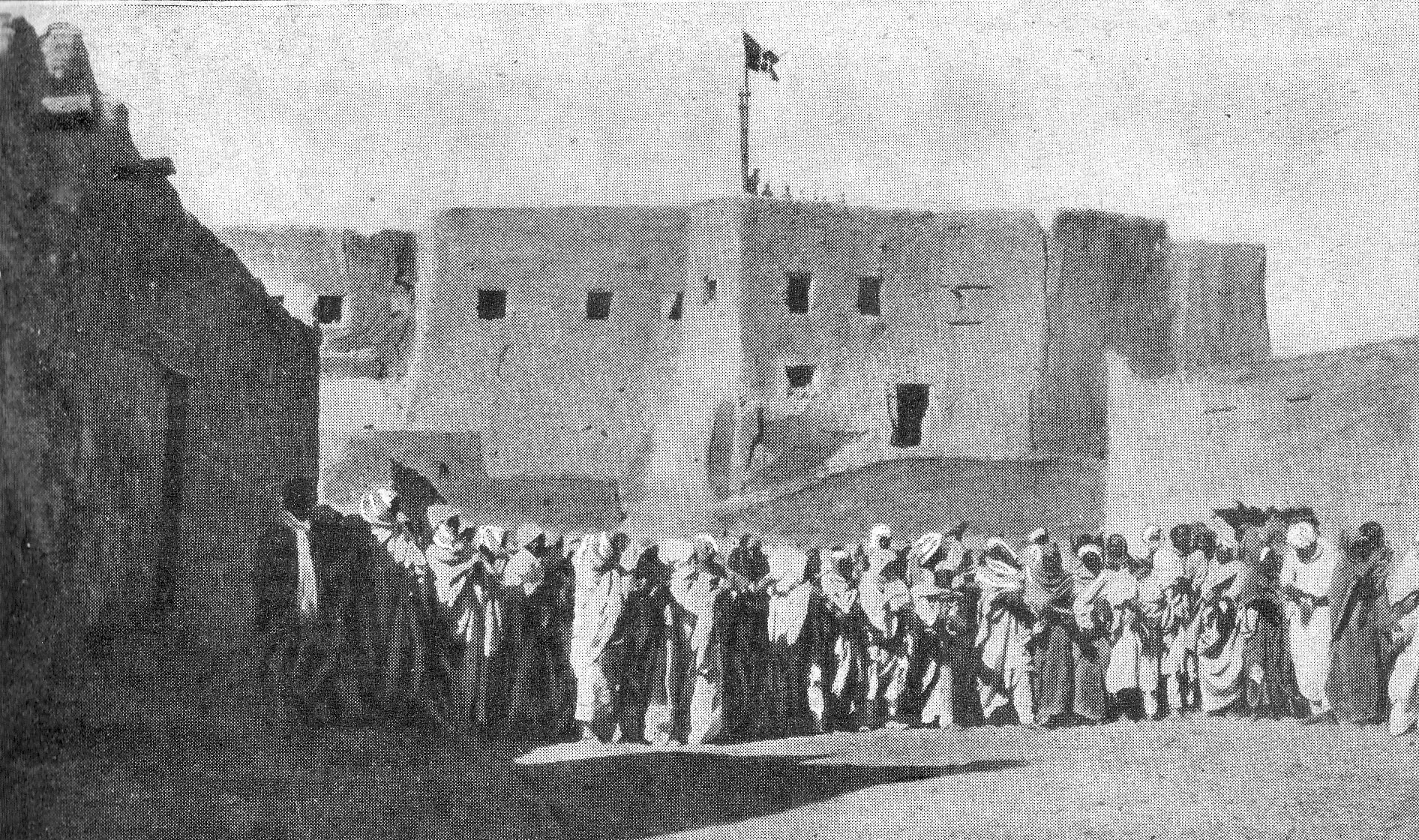
Bandiera italiana a Murzuch capitale del Fezzan

Badoglio appositamente giunto a Murzuch in aereo da Tripoli si intrattiene con il Duca delle Puglie che guidava le truppe sahariane

La colonna dello Sciueref giunse il 5 dicembre a Brak dopo aver attraversato 265 chilometri di deserto senza incidenti: gli abitanti di Brak fecero atto di sottomissione al Duca delle Puglie. Gli italiani ritrovarono e diedero sistemazione alla tomba della medaglia d'oro capitano De Dominicis, caduto a Maharuga quindici anni prima, durante la spedizione Miani; la salma del militare venne poi trasportata a Tripoli nel Mausoleo delle medaglie d'oro. A Brak gli italiani lasciarono un presidio militare affidato al tenente colonnello Natale.

## L'avanzata nell'estremo sud
Subito dopo l'occupazione di Brak, il 14 dicembre, la Colonna orientale del colonnello Cubeddu occupava Sebha, la capitale storica del Fezzan, senza incontrare resistenze nemiche.

Il generale Graziani, arrivato da Tripoli in aereo, dopo aver stabilito con il Maresciallo Badoglio la necessità di eliminare le truppe ribelli, fece avanzare le truppe fino all'oasi di Umm el Araneb, occupata l'8 gennaio 1930. Il 13 gennaio il 1º raggruppamento sahariano aveva ragione degli uomini dei fratelli Seif en Nasser nell'oasi di Uau el Kebir, mentre il 21 gennaio Amedeo di Savoia-Aosta occupava la città di Murzuch.

Le operazioni di riconquista terminarono il 20 febbraio quando le truppe italiane giunsero ai confini del Ciad francese, dopo aver messo in fuga gli ultimi ribelli. Il generale Graziani venne nominato vice governatore della Cirenaica, mentre il comando delle truppe italiane nel Fezzan passò nelle mani del colonnello Gigliarelli.